# Sulfène
Le sulfène est un composé organique extrêmement instable de formule semi-développée O2S=CH2. C'est le membre parent de la famille des sulfènes de formule générale R,R'CSO2 et qui sont nommés aussi S,S-dioxyde de thioaldéhyde (R ou R'=H) ou de thiocétone (R et R' ≠ H).